# Президентские выборы в Эквадоре (1875, октябрь)
Президентские выборы в Эквадоре проходили 17, 18 и 19 октября 1875 года для избрания конституционного президента. В результате президентом стал Антонио Борреро.

## Предвыборная обстановка
Выборы проводились 17, 18 и 19 октября 1875 года через два месяца после убийства исполняющего обязанности президента Габриэля Гарсиа Морено, которое произошло 6 августа 1875 года. Это были уже вторые выборы 1875 года, созванные ответственным вице-президентом Франсиско Хавьера Леона.

## Избирательная кампания
Кандидатами были бывший вице-президент Гарсиа Морено, объявленный либералами Антонио Борреро Кортасар. Генерал Хулио Саенс и Антонио Флорес Хихон были кандидатами от разделённой правящей консервативной партии.
Победу одержал Борреро с 38 637 голосами, за ним последовали Хулио Саенс с 3 583 голосами и Антонио Флорес Хихон с 2 836 голосами.
Антонио Борреро Кортасар вступил в должность конституционного президента республики 9 декабря 1875 года.
Борреро стал первым кандидатом в оппозиции к консервативному правительству, победивший на выборах вопреки авторитарной политике, проводившейся в эпоху Гарсиа Морено. Борреро имел полную поддержку либералов, консервативных либералов и некоторых консервативных гарсианцев.

## Результаты
| Кандидат                                                              | Партия                            | Голоса | %  |
| --------------------------------------------------------------------- | --------------------------------- | ------ | -- |
| Антонио Борреро                                                       | Эквадорская либеральная партия    | 38 637 | 86 |
| Хулио Саенс                                                           | Эквадорская консервативная партия | 3 583  | 8  |
| Антонио Флорес Хихон                                                  | Эквадорская консервативная партия | 2 836  | 6  |
| Источники: Tribunal Supremo Electoral, Almanaque Ecuador Total, pp 80 |                                   |        |    |